# محمد مدبولي
محمد مدبولي (1938 - 5 ديسمبر 2008). ناشر مصري ومؤسس مكتبة مدبولي في القاهرة، ومالك إحدى أشهر دور النشر المصرية على مدى 50 عاما.

## مسيرته
بدأ مدبولي «عصاميا» ببيعه للكتب من خلال عربة، ليصير لاحقا صاحب دار نشر شهيرة ذات سمعة في مصر وخارجها.، واشتهر «بليبراليته» في نشر الكتب والمطبوعات التي كانت أحيانا مثارا للجدل سواء من جهة كتابها أو من جهة ماتحويه.
ومن العجيب أن يشتهر عنه هذا رغم نشره للعديد من الكتب الدينية بالتصوف والوسطية فهو كان شخصا متدينا بسليقته رحمه الله 
وعرف بأنه كان رجلاً شديد التواضع، فحتى بعد خمسين عاما من النجاح، ظل يقف على باب جناحه الصغير السنوي بمعرض الكتاب ليسلم كتبه بنفسه إلى مشترييها ويحييهم.
نشر عدة مؤلفات للدكتورة نوال السعداوي بينها كتاب «الشيوخ المودرن وصناعة التطرف الديني»، حيث داهمت شرطة المصنفات الفنية مكتبته وقتها، وقبضت على أحد العاملين بها وتحفظت على النسخ المتبقة من الكتاب بتعليمات من مجمع البحوث الإسلامية بالقاهرة.
في العام 1991 تعرض مدبولي لتهديدات من قبل متطرفين أصوليين بسبب توزيعه رواية بعنوان «مسافة في عقل رجل»، حيث صدر حكم قضائي بسجنه في نفس السنة بتهمة «ازدراء الأديان». تضامن معه المثقفون حتى أن الرئيس المصري أوقف تنفيذ الحكم.
انتقل لمستشفى القوات المسلحة بالمعادي للعلاج حيث ظل عدة أيام، ليتوفى في 5 ديسمبر 2008 وليصلى عليه في «مسجد السيدة نفيسة» ويدفن في «مقابر 6 أكتوبر».
دخل مدبولي موسوعة أعلام مصر في القرن العشرين التي صدرت عن وكالة أنباء الشرق الأوسط بوصفه ابرز ناشري مصر.

## وصلات خارجية
- حياة محمد مدبولي مع صورة له أمام مكتبته
- حوار مع محمد مدبولي بجريدة الشرق الأوسط